# Загайнов, Евгений Тимофеевич
Евге́ний Тимофе́евич Зага́йнов (род. 22 ноября 1967) — российский дипломат. Постоянный представитель Российской Федерации при АСЕАН с 28 марта 2023 года. Чрезвычайный и полномочный посол (2023).

## Биография
Окончил Московский государственный институт международных отношений (МГИМО) МИД СССР (1989). На дипломатической работе с 1989 года.
В 1989—2006 годах работал на различных должностях в центральном аппарате МИД СССР/России и за рубежом.
В 2006—2009 годах — заместитель директора Правового департамента МИД России.
В 2009—2013 годах — заместитель руководителя секретариата первого заместителя председателя Правительства Российской Федерации Игоря Шувалова.
В 2013—2018 годах — заместитель постоянного представителя Российской Федерации при ООН.
В 2018—2023 годах — директор Правового департамента МИД России.
С 28 марта 2023 года — постоянный представитель Российской Федерации при Ассоциации государств Юго-Восточной Азии (АСЕАН) в Джакарте, Республика Индонезия.

## Дипломатический ранг и классный чин
- Действительный государственный советник 3 класса (19 ноября 2009)[2].
- Чрезвычайный и полномочный посланник 2 класса (5 декабря 2013)[3].
- Чрезвычайный и полномочный посланник 1 класса (13 июня 2018)[4].
- Чрезвычайный и полномочный посол (2 октября 2023)[5]

## Награды
- Орден Дружбы (31 декабря 2021) — за большой вклад в реализацию внешнеполитического курса Российской Федерации и многолетнюю добросовестную дипломатическую службу[6]
- Почётная грамота президента Российской Федерации (9 октября 2023) — за заслуги в реализации внешнеполитического курса Российской Федерации и многолетнюю добросовестную дипломатическую службу[7]
- Благодарность президента Российской Федерации (6 марта 2011) — за большой вклад в реализацию внешнеполитического курса Российской Федерации[8]

## Семья
Женат, имеет сына и дочь.